# 奇热市镇
奇热市镇（波蘭語：Gmina Czyże）是波兰波德拉谢省的一个乡村型市镇，隶属于哈伊努夫卡县，治所位于同名城市奇热。总面积为134.2平方千米，截至2019年6月30日总人口为1995人。